# باشگاه ورزشی ایگل نویر
باشگاه ورزشی ایگل نویر که معمولاً به عنوان ایگل نویر شناخته می‌شود، یک باشگاه فوتبال حرفه‌ای مستقر در بل ایر، پورتو پرنس، هائیتی است.

## افتخارات
- لیگ هائیتی: ۴ قهرمانی
- جام حذفی هائیتی: ۱ قهرمانی